# 造父一
造父一 （δ Cep / 仙王座δ）是仙王座內距離地球大約891光年的一對聯星。它是造父變星的原型，也是這一型變星中最靠近太陽的恒星之一(只有北極星比它更近)。他在1784年就被約翰·古德利克發現是一顆變星，是繼同一年稍早的天鷹座η之後被發現的第二顆造父變星。

## 恆星系統

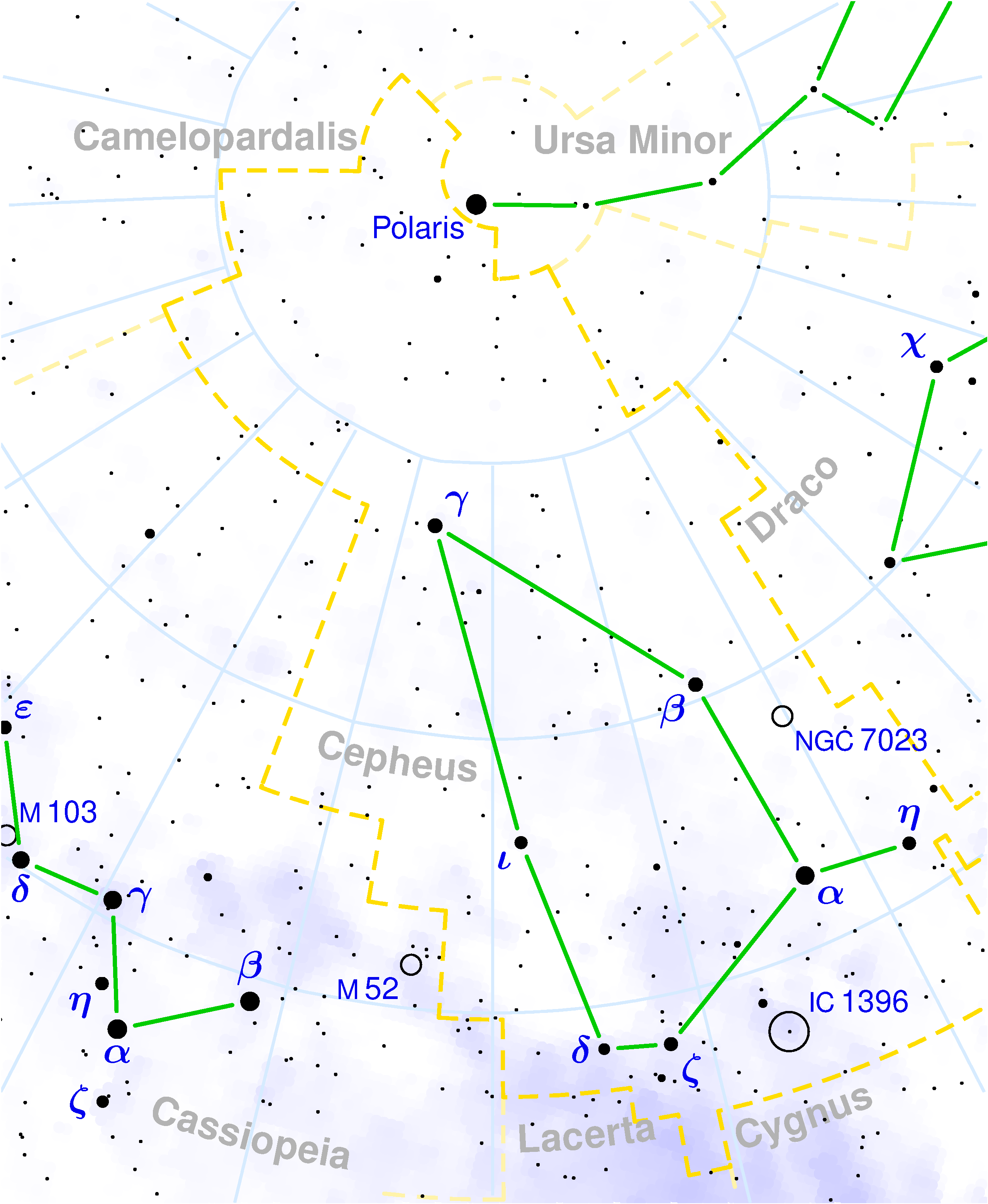
仙王座與仙王座δ。

不同於食雙星大陵五，仙王座δ的變光是由於恆星本身的脹縮，使它的星等在3.6至4.3等之間變化，並且光譜類型也在F5至G3間變化。它的週期為5.36634天，增光至最大亮度的速度比隨後減光至最低光度快。稍後，發現造父變星有兩種類型，仙王座δ屬於第一型(傳統的)。
這一類型恆星的質量相信介於太陽的3至30倍之間，並且像B-型恆星已經通過了主序帶。這些不穩定的恆星現在正經過核燃燒的後期階段，仍在核心內部進行氫燃燒。
知道仙王座δ和其他恆星的距離在校準週期-光度關係上是很根本的，但很不幸的，這些努力因為只依靠視差的準確度而在最近幾乎受到摧毀。在2002年，哈伯太空望遠鏡被用來測量仙王座δ(還有天琴座RR，另一個標準燭光)的距離，精確度大約在4%，結果是273秒差距或890光年。它有一顆伴星，與仙王座δ相距41弧秒。

## 外部連結
- . American Association of Variable Star Observers. 2000-09  [2008-06-21]. （原始内容存档于2008-06-08）.
- . The Internet Encyclopedia of Science.   [2008-06-21]. （原始内容存档于2019-05-26）.
- . SEDS.   [2008-06-21]. （原始内容存档于2008-06-03）.
- Kaler, Jim. . University of Illinois. STARS.   [2008-06-21]. （原始内容存档于2008-07-04）.
- . Alcyone ephemeris.   [2008-06-21]. （原始内容存档于2021-01-25）.